# I havsbandet (TV-serie)
I havsbandet är en svensk TV-serie från 1971. Serien består av tre avsnitt i regi av Bengt Lagerkvist. Manuset skrevs av Herbert Grevenius efter August Strindbergs roman I havsbandet från 1890.

## Rollista
- Harriet Andersson – Maria
- Ulla Blomstrand – fru Westman
- Tomas Bolme – assistent
- Irma Christenson – kammarrådinna
- Ulf Johanson – predikant
- Ernst-Hugo Järegård – Dr. Borg
- Anders Nyström – Westman
- Gunnar Olsson – Öman
- Tord Peterson – tullupplysningsman
- Gunnel Sporr – piga
- Greta Stave – fru Öman
- Max von Sydow – berättare